# Університет Короля Данила
У́ніверситет Ко́роля Да́нила — заклад вищої освіти в Івано-Франківську. Готує бакалаврів, магістрів та аспірантів з 16-ти різнопрофільних спеціальностей. Навчання в УКД пристосоване до вимог сучасного ринку праці, забезпечує інноваційне мислення та успішне працевлаштування. Є правонаступником Приватного вищого навчального закладу «Івано-Франківський інститут права, економіки та будівництва» (1997—2007) та Івано-Франківського університету права імені Короля Данила Галицького (2007—2017).

## Історія

Логотип Івано-Франківського університету права імені короля Данила Галицького (2007—2017).

Університет заснований у 1997 році ректором-священиком, дійсним членом громадської організації УАН, доктором юридичних наук, доктором права, доктором філософії, доктором канонічного права, професором, відмінником освіти України отцем Іваном Михайловичем Луцьким.
Засновник Університету та Перший ректор Іван Михайлович Луцький народився 7 березня 1949 р. в селі Боднарів Калуського району на Івано-Франківщині. З 1970 р. навчався в Петербурзькій духовній семінарії, а згодом — в Петербурзькій Духовній Академії. 25 липня 1974 р. його рукопоклали в сан священика. Душпастирську працю спочатку провадив на теренах Тлумаччини та в місті Тлумач, де був протопресвітером.
4 грудня 1985 р. переведений парохом церкви святого Йосифа Обручника (Гірка)  в місті Івано-Франківську, де душпастирював до останніх днів. Обслуговував приміські села Угорники, Микитинці, Опришівці, які в той час належали до парафії церкви святого Йосифа Обручника (Гірка).
Одночасно, в 1985 р., був призначений деканом Тисменицького деканату, де своєю душпастирською працею першим перевів деканат, який очолював, у лоно Греко-Католицької Церкви. У часи легалізації УГКЦ на прохання парафіян селі Угорники розпочав і провадив будівництво нового парафіяльного храму. Старий храм був зруйнований пожежею.
Працював у Церковному трибуналі Івано-Франківської єпархії, Івано-Франківській Теологічній Академії та Духовній семінарії.
За ревне служіння на пастирській ниві нагороджений найвищою церковною нагородою Митрою, а єпископом Софроном Мудрим ЧСВВ — другим Хрестом з Прикрасами.
В 1996 р. закінчив Український Вільний Університет у Мюнхені зі ступенем доктора філософії (тема дисертаційного дослідження «Створення Станіславської єпархії Української Греко-Католицької Церкви»).
Успішно закінчив Харківську юридичну академію імені Ярослава Мудрого і Міжнародний науково-технічний університет у Києві. Обравши філософію права сферою своїх наукових інтересів, Іван Луцький у 2005 р. успішно захистив кандидатську дисертацію на тему «Справедливість як філософсько-правова засада українського державотворення», а у 2011 р. — докторську («Християнське вчення як світоглядне джерело української держави і права»). У 2008 р. йому присвоєно вчене звання доцента, а в 2011 р. — вчене звання професора.
Його вагомі здобутки в сфері науки були підтверджені численними державними нагородами, а саме: «Орденом Володимира Великого», знаком МОН України «Відмінник освіти України», медаллю «За заслуги в освіті», орденом «За розвиток освіти та науки», знаком Пошани «За сумлінну службу на вірність Україні» II ступеня, золотою медаллю Платона «Через терни до зірок», «Золотою зіркою з діамантами», відзнакою від Івано-Франківської обласної державної адміністрації медаллю «За заслуги перед Прикарпаттям» ІІІ ступеня, а також багатьма іншими подяками і грамотами.
Обирався депутатом обласної ради І та V демократичного скликань, а також був депутатом Угорницької сільської ради.
Наукові титули: доктор юридичних наук, доктор права, доктор філософії, доктор канонічного права, професор, відмінник освіти України, академік Української Академії Наук, академік Академії оригінальних ідей, академік Академії Наук Вищої школи України, академік Міжнародної Академії наук педагогічної освіти.
У 1997 р. Іван Михайлович Луцький втілив свою мрію та заснував Приватний вищий навчальний заклад «Івано-Франківський інститут права, економіки та будівництва». Починав свою діяльність університет з орендованого приміщення на 500 кв., із 300 студентами та 4 спеціальностями.
о. Іван Луцький завжди керувався принципом: хочеш, щоб було найкраще — зроби сам. Тому, відкриваючи вищий навчальний заклад, він мріяв, щоб його діти змогли здобути найкращу освіту в стінах Нового Університету.
За активну роботу з підвищення якості сучасної освіти Інститут було нагороджено дипломом проведеного у 2002 році рейтингового конкурсу вищих навчальних закладів України, а ім'я його засновника і першого ректора внесено до реєстрів книг «500 впливових особистостей України» та «Золоті імена». Інститут, а згодом — Університет, було також відзначено дипломами лауреата рейтингу вищих навчальних закладів України «Софія Київська — 2005, 2007, 2008 рр.» у номінації вищих навчальних закладів України за вагомий внесок у розвиток національної системи вищої освіти.
У 2007 р. університет був перейменований в Івано-Франківський університет права імені Короля Данила Галицького.
Після відходу у 2014 році із земного життя Першого ректора Івана Михайловича Луцького справу свого батька продовжили його діти, Андрій, Мирослав та Наталія Луцькі. Андрій Іванович Луцький став ректором Університету.
З травня 2017 р. університет має назву Університет Короля Данила. Університет продовжив динамічно розвиватися, відкриваючи нові спеціальності та залучаючи до освітньої роботи кращих фахівців.
Ректор Андрій Луцький головним завданням для Університету визначив його подальше відкриття для всієї України та світу.
Так Університет активно почав розбудовувати міжнародне співробітництво з університетами Польщі, Австрії, Німеччини, Грузії та інших європейських країн.
З того часу в Університеті щороку проводяться заходи всеукраїнського і міжнародного рівнів: Всеукраїнська науково-практична конференція «Проблеми та перспективи розвитку проектної діяльності: теорія, практика, інновації», «Особливості формування законодавства України: філософсько-правові, історичні та прикладні аспекти», Міжвузівська науково-практична конференція «Сучасний стан розвитку економіки, управління та рекламної діяльності України», Всеукраїнський студентський науковий симпозіум «Співдружність наук: архітектура, економіка, право», Всеукраїнський науково-практичний семінар «Теоретичні та практичні проблеми розвитку кримінального права і процесу», Всеукраїнська конференція з архітектури, дизайну та будівництва, Міжнародна конференція ІТ-фахівців − ІТ-Rally, Всеукраїнська конференція фахівців з реклами та зв'язків з громадськістю − PR-Rally тощо.
Щорічно з 2015 року Університет організовує масштабні конкурси молодих колективів «Битва вертепів».
У 2018 році Університету Короля Данила став першим серед університетів афілійованим учасником Івано-Франківського ІТ кластеру. У 2019 році в У  ніверситеті вперше в Івано-Франківську відкрили лабораторію інтернет речей (Internet of Things — IoT).
До того ж Університет славиться своїм культурним життям та дозвіллям. Так у 2015 році відбувся перший  конкурс краси Mr & Miss University 2015, який став вже традиційним. У 2015 році пройшов перший конкурс «Голос університету».
У 2017 році стартував проект «Школа має талант», який дає шанс кожному талановитому школяру проявити свій талант, а переможці отримують шанс отримати грант на безкоштовне навчання в УКД.
Залучення співочих талантів з усієї України наштовхнуло на ідею відкрити в Університеті у 2018 році навчання на спеціальності «Музичне мистецтво».
У 2019 році в Університеті встановлено рекорд з найтривалішої лекції. Так протягом 24 годин і 5 хвилин викладач Університету Короля Данила Олег Ігорович Андрухів встановив Національний рекорд України, розповідаючи студентам найтривалішу лекцію.
Вже традиційним став захід «Ніч в Університеті», де студенти та викладачі у неформальній атмосфері проводять цікаве дозвілля.
У 2019 в Університеті Короля Данила пройшов перший танцювальний конкурс Dance cup of King Danylo University у співорганізації з танцювальною командою Владислава Ями.

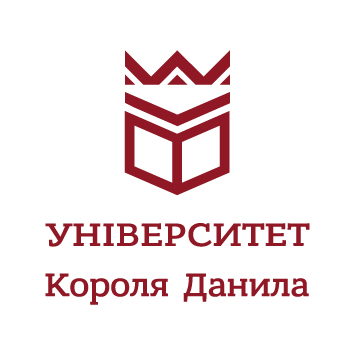
Логотип Університету Короля Данила з 2017 року

Університет став майданчиком для зустрічі з успішними людьми, які діляться своїм досвідом зі студентами та нашими гостями. Це зустріч з п'ятим Президентом Петром Порошенком, музикантом та громадським діячем Святославом Вакарчуком, журналістом Кирилом Куликом та іншими успішними українцями.
Свою невтомну працю о. Іван Луцький здійснював у тріаді «Бог — освіта — Україна». Як ректор і священик, вірив, що запорука доброго майбутнього держави у мудрій, освіченій, талановитій молоді, що служить Богу і Батьківщині.
У 2017 році Університет Короля Данила святкував своє двадцятиліття. За двадцять років діяльності Університет закінчили понад 20 тисяч студентів.
У 2019 році Університет Короля Данила, розуміючи вимоги сьогодення, вирішив модернізувати свій освітній процес та впровадити ще більш ефективну управлінську модель. Університет Короля Данила першим серед вищих навчальних закладів України запровадив нову систему управління. Відтепер керівництво Університетом здійснює Наглядова Рада, Президент та Ректор.
Першим Президентом став колишній ректор Андрій Луцький. Ректором призначено Віталія Хромця.
З 2020 року ректор університету Луцький Мирослав Іванович.
В Університеті впроваджуються інноваційні навчальні програми, програми з дистанційної освіти, освітні модулі із залученням практиків, інтеграція навчальних програм з ринком праці у рамках дуальної освіти, набірна освіта.
На сьогоднішній день Університет Короля Данила, завдяки зусиллям злагодженої роботи команди університету, динамічно розвивається, готуючи фахівців у галузі юриспруденції, економіки, архітектури, будівництва, дизайну, ІТ-технологій, журналістики, музичного мистецтва, богослов'я.
Від мрії Людини до Університету
Відкриття Університету стало втіленням мрії о. Івана, який прагнув зробити освіту доступною для кожної талановитої дитини з простих родин. Саме цей імпульс є головним в діяльності та розвитку Університету і нині. Університет розвивається, змінюється, але закладений принцип Першим ректором, засновником Університету, буде визначальним — якісна освіта має бути доступною кожній дитині.

## Структура

### Факультети
- Факультет суспільних і прикладних наук;

### Загальноуніверситетські кафедри
- Архітектури та будівництва;
- Богослов'я та суспільствознавчих дисциплін імені Академіка УАН о. Івана Луцького;
- Дизайну;
- Журналістики, реклами та зв'язків з громадськістю;
- Інформаційних технологій;
- Управління та адміністрування;
- Перекладу та філології;
- Туризму та готельно-ресторанної справи;
- Права. [3]

### Навчальні установи
- Фаховий коледж Університету Короля Данила.[4]

### Наукові інститути
- Науково-дослідний інститут церковно-канонічних та державно-правових проблем УАН університету Короля Данила.[5]

## Спеціальності
Навчання фахівців здійснюється за наступними спеціальностями:
- архітектура та містобудування;
- бізнес та приватне підприємництво;
- богослов'я;
- будівництво та цивільна інженерія;
- готельно-ресторанна справа;
- дизайн;
- журналістика (за освітньо-професійною програмою «реклама та зв'язки з громадськістю»);
- інженерія програмного забезпечення;
- комп'ютерна інженерія;
- менеджмент;
- музичне мистецтво;
- хореогрфія;
- облік та бізнес-аналітика;
- право;
- філологія (переклад-англійська мова);
- фінансовий менеджмент;
- туризм.

По більшості з перерахованих спеціальностей можна здобути освіту за освітньо-кваліфікаційним рівнем «Фаховий молодший бакалавр» в коледжі університету.
За період діяльності Університет Короля Данила та коледжі університету закінчили понад 20 тис. студентів. Випускники отримують дипломи державного зразка за освітньо-кваліфікаційними рівнями: «Фаховий молодший бакалавр», «Бакалавр», «Магістр», а також мають можливість отримати диплом закордонного закладу вищої освіти за системою «Подвійні дипломи».
Навчальний процес пристосовується до вимог сучасного ринку праці для забезпечення розвитку інноваційного мислення в молоді та майбутнього працевлаштування. Студенти залучаються до громадської, наукової та культурно-освітньої роботи. Це не лише сприяє поглибленню знань із дисциплін, що вивчаються, а й формує в майбутніх фахівців складову їх професійної компетентності, оскільки розвиває такі особистісні якості як самостійність, організованість, творчість, прагнення до самоосвіти, чітка громадянська позиція тощо.

## Керівництво університету
- Президент Луцький Андрій Іванович, доктор юридичних наук, професор
- Ректор Луцький Мирослав Іванович, доктор юридичних наук, професор
- Перший проректор Косьмій Михайло Михайлович, доктор архітектурних наук, доцент
- Віцепрезидент з фінансових питань Луцька Наталія Іванівна, доктор економічних наук, професор
- Віцепрезидент з інфраструктури Криховецький Іван Зіновійович, доктор юридичних наук, доцент
- Радник ректора Остафійчук Петро Георгійович, кандидат фізико-математичних наук, доцент
- Проректор з розвитку та комунікації Андрухів Олег Ігорович, доктор юридичних наук, доцент
- Проректор з соціально-виховної роботи Бабецька Іванна Ярославівна, кандидат юридичних наук, доцент
- Проректор з наукової роботи Андрусів Людмила Михайлівна, доктор юридичних наук, доцент
- Проректор з науково-педагогічної роботи Каленюк Оксана Миколаївна, кандидат юридичних наук, доцент
- Проректор з ліцензування і акредитації Жукевич Ігор Васильович, кандидат юридичних наук, доцент
- Проректор із забезпечення якості освіти та цифрової трансформації Ілин Любомир Михайлович, кандидат історичних наук, доцент
- Проректор з методичної роботи Бойчук Василь Миколайович, кандидат філологічних наук, доцент
- Проректор з господарської роботи Гринів Іван Юрійович
- Декан факультету суспільних та прикладних наук Зварич Роман Васильович, кандидат юридичних наук, доцент
- Директор Фахового коледжу університету Данилюк Інна Василівна, кандидат філологічних наук, доцент
- Директор науково-дослідного інституту Луцький Роман Петрович, доктор юридичних наук, доцент
- Директор бібліотеки університету Чуділіна Мирослава Онуфріївна.[6]